# Zukve
Zukve (cyr. Зукве) – wieś w Serbii, w okręgu maczwańskim, w gminie Koceljeva. W 2011 roku liczyła 216 mieszkańców.